# Petrosia raphida
Petrosia raphida är en svampdjursart som beskrevs av Boury-Esnault, Pansini och Uriz 1994. Petrosia raphida ingår i släktet Petrosia och familjen Petrosiidae. Inga underarter finns listade i Catalogue of Life.